# Medaliści światowych wojskowych igrzysk sportowych w jeździectwie
Medaliści światowych wojskowych igrzysk sportowych w jeździectwie – zestawienie zawodników i zawodniczek, którzy przynajmniej raz stanęli na podium światowych igrzysk wojskowych w jeździectwie.
Pierwszy raz zawody w jeździectwie pojawiły się na igrzyskach wojskowych w 1995 we włoskim Rzymie. Na światowych igrzysk wojskowych w Zagrzebiu (1999), Katanii (2003), Hajdarabadzie (2007) oraz w Mungyeongu (2015) zawody w jeździectwie nie były rozegrane.

## Medaliści światowych igrzysk wojskowych

### Skoki przez przeszkody

#### indywidualnie
| Edycja              | Złoto            | Srebro              | Brąz              |
| ------------------- | ---------------- | ------------------- | ----------------- |
| 1995 Rzym           | Jozsef Varro     | Eugeniusz Koczorski | Vincenzo Chimirri |
| 2011 Rio de Janeiro | Didier Schauly   | Alfonso Anguita     | Claudio Goggia    |
| 2019 Wuhan          | Emanuele Bianchi | Claudio Goggia      | Mao Lixin         |

#### drużynowo
| Edycja              | Złoto                                                                 | Srebro                                                                 | Brąz                                                        |
| ------------------- | --------------------------------------------------------------------- | ---------------------------------------------------------------------- | ----------------------------------------------------------- |
| 1995 Rzym           | Włochy · Vincenzo Chimirri · Enrico Gasperini · Lorenzo Toscano       | Maroko                                                                 | Rosja                                                       |
| 2011 Rio de Janeiro | Brazylia                                                              | Chile                                                                  | Francja                                                     |
| 2019 Wuhan          | Rosja · Jewgienij Terentiew · Michaił Atojan · Anastazja Szczerbakowa | Włochy · Emanuele Bianchi · Filippo Martini di Cigala · Stefano Nogara | Francja · Chloe Hardy · Grix de la Salle · Benjamin Courtat |

### Ujeżdżenie

#### indywidualnie
| Edycja              | Złoto          | Srebro        | Brąz          |
| ------------------- | -------------- | ------------- | ------------- |
| 1995 Rzym           | Hubert Perring | Serge Cornuit | Joao Abrantes |
| 2011 Rio de Janeiro | Luiza Almeida  | Oscar Coddou  | Max Piraino   |

#### drużynowo
| Edycja              | Złoto | Srebro   | Brąz    |
| ------------------- | ----- | -------- | ------- |
| 2011 Rio de Janeiro | Chile | Brazylia | Urugwaj |

### WKKW

#### indywidualnie
| Edycja              | Złoto              | Srebro              | Brąz             |
| ------------------- | ------------------ | ------------------- | ---------------- |
| 1995 Rzym           | Didier Courrèges   | Stefano Brecciaroli | Pascal Forabosco |
| 2011 Rio de Janeiro | Jefferson Sgnaolin | Carlos Lobos        | Felipe Martinez  |

#### drużynowo
| Edycja              | Złoto                                                                  | Srebro   | Brąz    |
| ------------------- | ---------------------------------------------------------------------- | -------- | ------- |
| 1995 Rzym           | Włochy · Stefano Brecciaroli · Giacomo Della Chiesa · Pascal Forabosco | Francja  | Węgry   |
| 2011 Rio de Janeiro | Chile                                                                  | Brazylia | Urugwaj |